# Tennis ai I Giochi olimpici giovanili estivi
Le partite di tennis dei I Giochi olimpici giovanili estivi si sono svolte tra il 15 ed il 21 agosto 2010 al Kallang Tennis Centre di Singapore. Sono stati assegnati 4 set di medaglie nelle seguenti specialità:
- singolare maschile
- singolare femminile
- doppio maschile
- doppio femminile

## Podi

### Ragazzi
| Evento                        | Oro                        | Argento                               | Bronzo                                  |
| Singolare maschile (dettagli) | Juan Sebastián Gómez       | Yuki Bhambri                          | Damir Džumhur                           |
| Doppio maschile (dettagli)    | Oliver Golding Jiří Veselý | Russia Victor Baluda Mikhail Biryukov | Slovacchia Filip Horanský Jozef Kovalík |

### Ragazze
| Evento                         | Oro                             | Argento                                   | Bronzo                        |
| Singolare femminile (dettagli) | Dar'ja Gavrilova                | Saisai Zheng                              | Jana Čepelová                 |
| Doppio femminile (dettagli)    | Cina Hao Chan Tang Saisai Zheng | Slovacchia Jana Čepelová Chantal Škamlová | Tímea Babos An-Sophie Mestach |

## Medagliere[1]
| Posizione | Paese                |   |   |   | Totale |
| --------- | -------------------- | - | - | - | ------ |
| 1         | Russia               | 1 | 1 | 0 | 2      |
| 1         | Cina                 | 1 | 1 | 0 | 2      |
| 3         | Colombia             | 1 | 0 | 0 | 1      |
| 4         | Slovacchia           | 0 | 1 | 2 | 3      |
| 5         | India                | 0 | 1 | 0 | 1      |
| 5         | Bosnia ed Erzegovina | 0 | 0 | 1 | 1      |
| Totale    | Totale               | 3 | 3 | 3 | 9      |